# Kengo Nakamura
Kengo Nakamura (jap. 中村憲剛 Nakamura Kengo; ur. 24 października 1980 w Kodairze) – japoński piłkarz występujący na pozycji pomocnika.
Nakamura jest obecnie zawodnikiem Kawasaki Frontale, dla którego rozegrał już ponad 500 ligowych meczów. Ma za sobą także występy w reprezentacji Japonii, z którą brał udział między innymi w Pucharze Azji 2007.

## Sukcesy
Indywidualne
- Członek najlepszej jedenastki J-League: 2006

Drużynowe
- Wicemistrzostwo Japonii: 2006

## Gole w reprezentacji
| Data                 | Rywal     | Wynik       |
| -------------------- | --------- | ----------- |
| 11 października 2006 | Indie     | wygrana 3:0 |
| 14 czerwca 2008      | Tajlandia | wygrana 3:0 |
| 6 września 2008      | Bahrajn   | wygrana 3:2 |